# Микола Равєнскі
Микола Равєнскі (біл. Мікола Равенскі; нар.5 грудня 1886 — пом.9 березня 1953) — білоруський композитор, дириґент, музичний критик. Написав музику до деяких віршів білоруських поетів, автор музики до релігійного гімну «Могутній Боже» (біл. «Магутны Божа»), також писав й іншу релігійну музику. Наприкінці життя керував хором білоруських студентів у Бельґії (на цій посаді його змінив Костянтин Кісли (біл. Канстантын Кіслы), з ним він дав чимало концертів у країнах Західної Європи.

## Життєпис
Народився 5 грудня 1886 року у маєтку Капланці (біл. Капланцы) Ігуменського повіту Мінської губернії. (нині Червенський район). У 1895–1903 роках навчався у мінському архієрейському хорі, де отримав початкову музичну освіту.